# Fred Borchelt
Earl Frederick Borchelt dit Fred Borchelt, né le 12 juin 1954 à Staten Island, est un rameur d'aviron américain.

## Carrière
Fred Borchelt accède à sa première finale internationale lors des Championnats du monde junior de 1972 ; il termine cinquième de deux de couple avec Chip Lubsen. 
Onzième en quatre barré aux Jeux olympiques de 1976 de Montréal, il remporte la médaille de bronze de l'épreuve de deux barré aux Championnats du monde d'aviron 1979. Il est ensuite médaillé de bronze en quatre barré aux Mondiaux de 1981 et médaillé de bronze dans la même épreuve en 1983.  
Fred Borchelt fait partie de l'équipe de huit américaine terminant deuxième des Jeux olympiques de 1984 se tenant à Los Angeles. En 2007, la délégation olympique américaine ayant boycotté les Jeux olympiques d'été de 1980 de Moscou après l'invasion soviétique en Afghanistan, dont fait partie Borchelt, se voit remettre la médaille d'or du Congrès.